# Australysmus lacustris
Australysmus lacustris är en insektsart som beskrevs av Douglas E. Kimmins 1940. Australysmus lacustris ingår i släktet Australysmus och familjen vattenrovsländor. Inga underarter finns listade i Catalogue of Life.